# Nest Bank
Nest Bank S.A. — польський універсальний комерційний банк з центральними офісами у Варшаві та Гданську.

## Назви
- 1995–2003: Westdeutsche Landesbank Polska SA
- 2003–2010: WestLB Bank Polska SA
- 2011–2013: Polski Bank Przedsiębiorczości SA
- 2013–2016: FM Bank PBP SA

## Історія
Заснований у 1995 як «Westdeutsche Landesbank Polska SA». Засновником банку стала компанія «Westdeutsche Landesbank (Europa) AG» з Дюссельдорфа. 1 квітня 1996 року акції серій A і B були придбані «Westdeutsche Landesbank Girozentrale». У травні 2009 року «WestLB AG» отримала зобов'язання перед Європейською комісією обмежити свої активи, у тому числі шляхом продажу іноземних компаній, зокрема польських.
У березні 2010 між німецькою компанією «WestLB AG» та консорціумом було укладено попередню угоду про продаж акцій «WestLB Bank Polska SA», до складу якої входили «Abris Capital Partners» та брокерський дім «IDM SA». У жовтні 2010 року польський орган фінансового нагляду погодився на цю операцію. У грудні було здійснено операцію купівлі-продажу, і установа змінила назву на «Polski Bank Przedsiębiorczości SA». У липні 2012 року «Abris Capital Partners» викупила міноритарний пакет акцій у «IDM SA» і стала єдиним власником банку. Банк спеціалізувався на наданні послуг малим та середнім підприємствам та органам місцевого самоврядування.
У листопаді 2012 «Polski Bank Przedsiębiorczości SA» вийшов на ринок депозитів для роздрібних послуг.
У березні 2013 «Polski Bank Przedsiębiorczości SA» та «FM Bank SA» подали запит до польського управління фінансового нагляду про дозвіл на об'єднання активів. Організацією-покупцем був «Polski Bank Przedsiębiorczości SA». Новий банк розпочав свою діяльність 1 липня 2013 року як «FM Bank PBP SA», який діяв до 27 жовтня 2016 року під двома комерційними брендами: «Bank Smart» та «BIZ Bank». З 28 жовтня 2016 року обидва бренди та юридична назва були замінені на «Nest Bank».

## Власник
Банк належить британському приватному фонду «AnaCap Financial Partners LLP», що володіє 100% акцій. Фонд оперує активами на суму 2,9 млрд євро, і має в своєму портфелі, включаючи інвестиції комерційні банки («Mediterranean Bank», «Equa Bank», «Aldamore»), страхові брокери («BrightSide», «AssureOne», «Simply Business») та компанії з кредитування («Cabot Credit Management» та «Apex Credit Management»).

## Діяльність
Стратегією банку є обслуговування фізичних осіб та малого бізнесу. До мережі банку входить 183 відділення у 181 місті Польщі. Nest Konto — провідний продукт «Nest Bank». Він характеризується безумовною відсутністю комісій за основні банківські операції.
Офіси управління «Nest Bank» розташовані у двох містах — Варшаві (зареєстрований офіс) та Гданську.